# Christian IV d'Oldenbourg
Pour les articles homonymes, voir Christian IV.
Christian IV (fl. 1302-1323) est un prince de la maison d'Oldenbourg. Il règne sur le comté d'Oldenbourg de 1315 à 1323.

## Biographie
Christian IV est le fils aîné du comte Jean II et de sa première épouse, Élisabeth de Brunswick-Lunebourg. Il partage le pouvoir avec son frère Jean III et leur demi-frère Conrad Ier, le fils aîné de la deuxième femme de Jean II, Hedwige de Diepholz.

## Mariages et descendance
Christian IV épouse Hedwige (morte après 1348), la fille du comte Hildebold de Bruchhausen, issu d'une branche cadette de la maison d'Oldenbourg. Ils ont une fille :
- Jutta (morte après 1367), prieure à l'abbaye de Blankenburg.